# Oncidium cornigerum
O Oncidium cornigerum é uma espécie de orquídeas do gênero Oncidium, da subfamília Epidendroideae, pertencente à família das Orquidáceas. É nativa do Brasil e do nordeste do Paraguai.

## Sinônimos
- Oncidium chrysorhapis Rchb.f. (1888)
- Baptistonia cornigera (Lindl.) Chiron & V.P. Castro (2004)